# 汲水門大橋

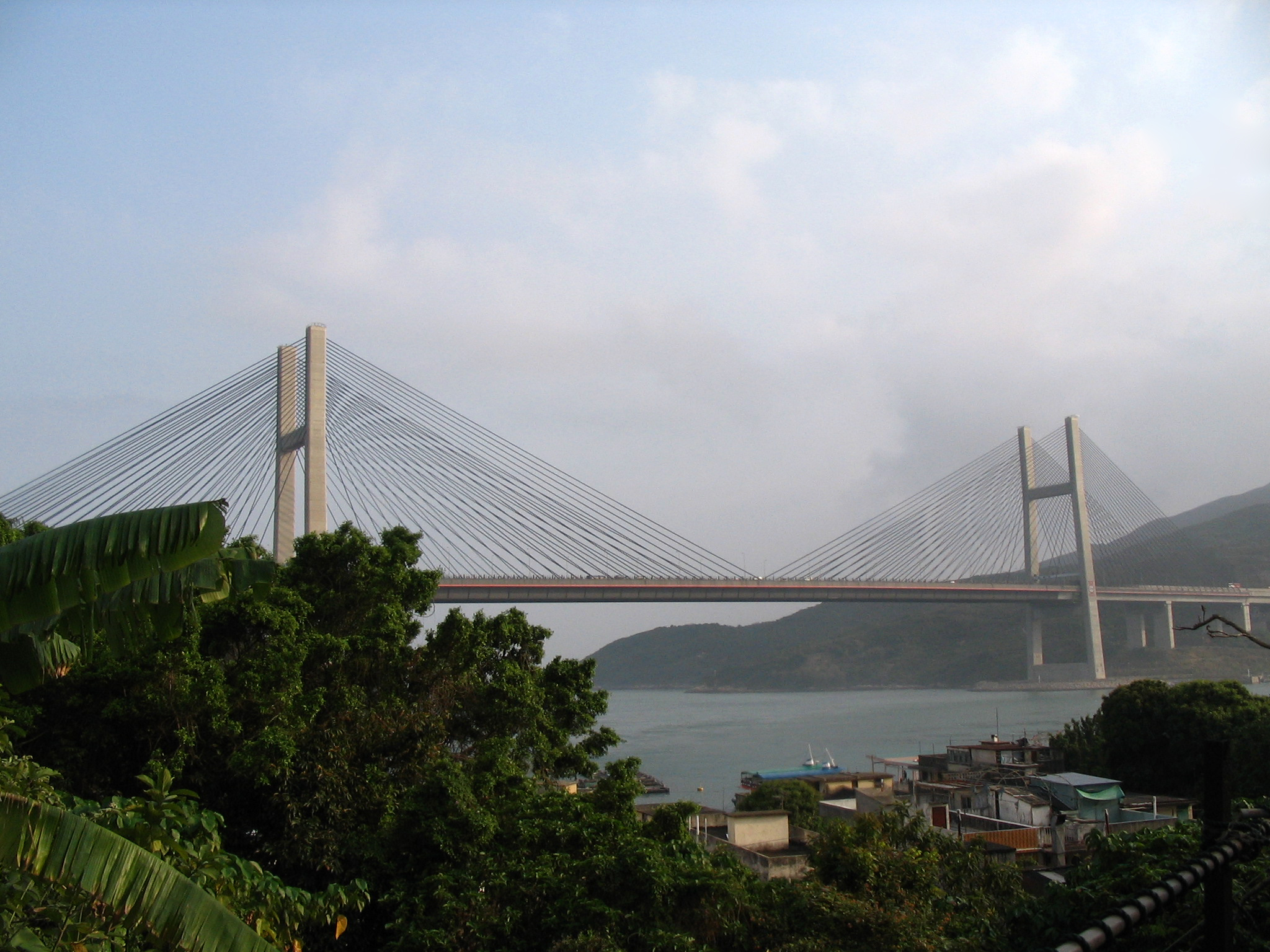
汲水門大橋

汲水門大橋（きゅうすいもんおおはし、英語: Kap Shui Mun Bridge）は、香港にある斜張橋。汲水門海峡を隔てて、ランタオ島（大嶼山）と馬湾島を結んでいる。スパンは最大430mで、道路と鉄道を併用する斜張橋としては世界第二最大。（2007年4月現在）
1997年に完成し、その年に土木学会田中賞を受賞している。
橋は2層構造になっており、上層部には片側3車線の道路、下層部には2つの鉄道路と2つの保守用の道路が設けられている。
座標: 北緯22度20分39.2秒 東経114度3分20.6秒 / 北緯22.344222度 東経114.055722度